# Étalans
Étalans is een gemeente in het Franse departement Doubs (regio Bourgogne-Franche-Comté). De plaats maakt deel uit van het arrondissement Pontarlier. Étalans telde op 1 januari 2016 1.577 inwoners.

## Geschiedenis
Op 1 januari 2017 werden de gemeenten Charbonnières-les-Sapins en Verrières-du-Grosbois toegevoegd aan de gemeente Étalans, die daardoor het statuut van commune nouvelle kreeg.

## Geografie
De oppervlakte van Étalans bedraagt 23,95 km², de bevolkingsdichtheid is 66 inwoners per km² (per 1 januari 2019).
De onderstaande kaart toont de ligging van Étalans met de belangrijkste infrastructuur en aangrenzende gemeenten.

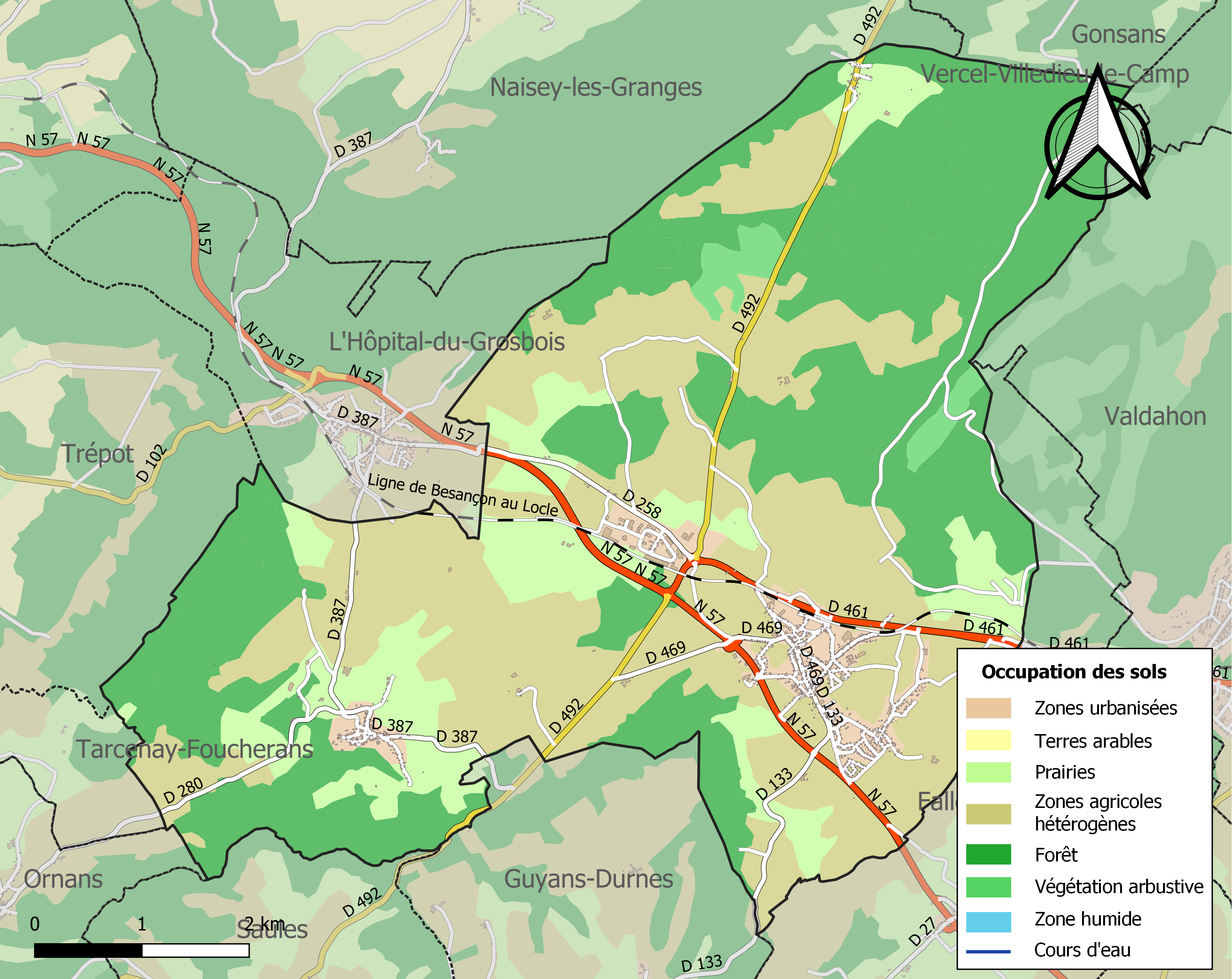

## Demografie
Onderstaande figuur toont het verloop van het inwonertal (bron: INSEE-tellingen).

## Verkeer en vervoer
In de gemeente ligt de spoorweghalte Étalans.